# Refik Resmja
Refik Resmja (Tirana, 1º gennaio 1931 – Tirana, 6 settembre 1997) è stato un calciatore e allenatore di calcio albanese.

## Statistiche
Nel 1951 ha fatto registrare la più alta media reti in una massima serie di tutta la storia del calcio: ha giocato 23 gare segnando 59 gol, pari a 2,57 gol a partita.
La sua media reti nel Partizani Tirana fu di 1,53 reti a partita, realizzando più di 184 centri in più di 120 incontri di campionato.
Occupa la decima posizione tra i calciatori per numero di gol realizzati in una singola stagione (65 reti tra campionato e Coppa d'Albania). Nel 1951 era solamente dietro a Josef Bican (76), Archie Stark (70) e Ferenc Deák (66) ed a pari merito con  Gyula Zsengellér e Arthur Friedenreich.
Per numero di reti messe a segno in un campionato di massima divisione è al quarto posto assoluto, dietro a Stark (67), Deák (66) e Dixie Dean (60).

### Record
Alla sua seconda stagione da professionista, nel 1951, mise a segno 59 reti in 23 presenze durante il campionato albanese. Grazie alle sue prestazioni, Resmja detiene i seguenti record:
- Calciatore con la più alta media realizzativa in assoluto in un campionato di massima divisione nella storia del calcio (2,57 gol a partita nell'annus mirabilis 1951).
- Calciatore che ha realizzato 10 volte tre o più gol a partita nell'arco di una stagione di campionato (1951).[4]
- Calciatore con il maggior numero di reti realizzate nella prima divisione albanese.
- Calciatore albanese con il maggior numero di reti realizzate in una stagione (1951).
- Unico calciatore albanese ad aver segnato più di 50 reti in una singola stagione (1951).

Altri record:
- Calciatore con il maggior numero di titoli di capocannoniere del campionato albanese (9, peraltro consecutivi dal 1950 al 1958).

## Palmarès

### Giocatore

#### Club
- Campionato albanese: 6

Partizani Tirana: 1954, 1957, 1958, 1959, 1961, 1962-1963
- Coppa d'Albania: 3

Partizani Tirana: 1957, 1958, 1961

#### Individuale
- Capocannoniere del campionato albanese: 9

1950 (ignoto), 1951 (59 reti), 1952 (ignoto), 1953 (ignoto), 1954 (ignoto), 1955 (23 reti, assieme a Skënder Jareci), 1956 (17 reti), 1957 (11 reti), 1958 (6 reti, assieme a Enver Shehu)